# Olympische Sommerspiele 1984/Leichtathletik – 200 m (Männer)

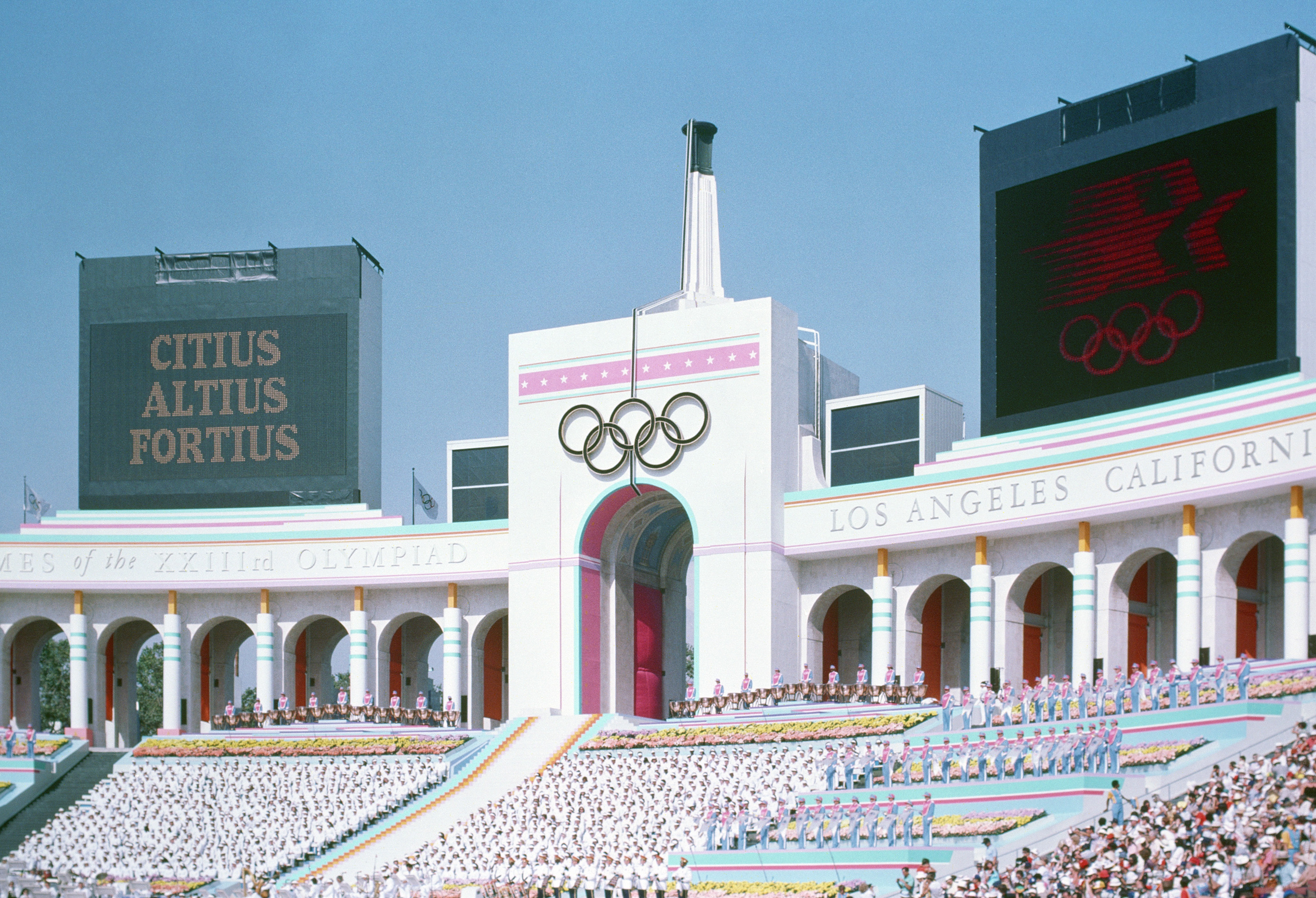
Blick auf des Eingangstor des Los Angeles Memorial Coliseum

Der 200-Meter-Lauf der Männer bei den Olympischen Spielen 1984' in Los Angeles wurde am 6. und 8. August 1984 im Los Angeles Memorial Coliseum ausgetragen. 76 Athleten nahmen teil.
Die US-Mannschaft konnte einen dreifachen Erfolg feiern. Carl Lewis gewann vor Kirk Baptiste und Thomas Jefferson.
Die Bundesrepublik Deutschland wurde durch Jürgen Evers und Ralf Lübke vertreten. Evers schied im Viertelfinale aus, Lübke kam ins Finale und belegte Rang 5.

Der Liechtensteiner Markus Büchel scheiterte in der Vorrunde.

Läufer aus der Schweiz und Österreich nahmen nicht teil. Athleten aus der DDR waren wegen des Olympiaboykotts ebenfalls nicht dabei.

## Aktuelle Titelträger
| Olympiasieger 1980                      | Pietro Mennea ( Italien)              | 20,19 s | Moskau 1980   |
| Weltmeister 1983                        | Calvin Smith ( USA)                   | 20,14 s | Helsinki 1983 |
| Europameister 1982                      | Olaf Prenzler ( DDR)                  | 20,46 s | Athen 1982    |
| Panamerikanischer Meister 1983          | Elliott Quow ( USA)                   | 20,42 s | Caracas 1983  |
| Zentralamerika und Karibik-Meister 1983 | Juan Núñez ( Dominikanische Republik) | 20,65 s | Havanna 1983  |
| Südamerika-Meister 1983                 | Paulo Roberto Correia ( Brasilien)    | 21,3 s  | Santa Fe 1983 |
| Asienmeister 1983                       | Sumet Promna ( Thailand)              | 21,39 s | Kuwait 1983   |
| Afrikameister 1982                      | Boubacar Diallo ( Senegal)            | 20,97 s | Kairo 1982    |

## Rekorde

### Bestehende Rekorde
| Weltrekord         | 19,72 s | Pietro Mennea ( Italien) | Mexiko-Stadt, Mexiko           | 12. September 1979 |
| Olympischer Rekord | 19,83 s | Tommie Smith ( USA)      | Finale OS Mexiko-Stadt, Mexiko | 16. Oktober 1968   |

### Rekordverbesserung
Der US-amerikanische Olympiasieger Carl Lewis verbesserte den bestehenden olympischen Rekord im Finale am 8. August um drei Hundertstelsekunden auf 19,83 s. Den Weltrekord verfehlte er um acht Hundertstelsekunden.

## Vorrunde
Datum: 6. August 1984
Die 76 Teilnehmer wurden in der Vorrunde in zehn Läufe gelost. Für das Viertelfinale qualifizierten sich pro Lauf die ersten drei Athleten. Darüber hinaus kamen die zwei Zeitschnellsten, die sogenannten Lucky Loser, weiter. Die direkt qualifizierten Athleten sind hellblau, die Lucky Loser hellgrün unterlegt.
Mit sechzehn Jahren war Gustavo Envela aus Äquatorialguinea der jüngste Teilnehmer. Der älteste Starter war mit 33 Jahren der Jamaikaner Donald Quarrie.
Der Jamaikaner Leroy Reid erzielte mit 20,62 s in Lauf zwei die schnellste Vorlaufzeit. Der langsamste direkt qualifizierte Athlet war John Mayers aus Barbados in Lauf zehn mit 21,70 s. Der schnellste Athlet, der sich nicht qualifizieren konnte, war der Australier Paul Narracott, der im vierten Lauf mit 21,20 s ausschied.

### Vorlauf 1
Wind: +0,3 m/s, Temperatur: 27 °C
| Platz | Name                  | Nation         | Zeit    |
| ----- | --------------------- | -------------- | ------- |
| 1     | Pietro Mennea         | Italien        | 20,70 s |
| 2     | Peter Van Miltenburg  | Australien     | 21,06 s |
| 3     | Robson da Silva       | Brasilien      | 21,08 s |
| 4     | Georges Kablan Degnan | Elfenbeinküste | 21,39 s |
| 5     | Earl Haley            | Guyana         | 21,52 s |
| 6     | Inoke Bainimoli       | Fidschi        | 22,16 s |
| 7     | Saidur Rahman Dawn    | Bangladesch    | 22,59 s |
| DNF   | Emmanuel Bitanga      | Kamerun        |         |

### Vorlauf 2
Wind: +0,6 m/s, Temperatur: 27 °C
| Platz | Name                | Nation              | Zeit    |
| ----- | ------------------- | ------------------- | ------- |
| 1     | Leroy Reid          | Jamaika             | 20,62 s |
| 2     | Ralf Lübke          | BR Deutschland      | 20,88 s |
| 3     | Luke Watson         | Großbritannien      | 21,26 s |
| 4     | Yu Zhuanghui        | Volksrepublik China | 21,48 s |
| 5     | Nordin Mohamed Jadi | Malaysia            | 21,88 s |
| 6     | Gregory Simons      | Bermuda             | 21,88 s |
| 7     | James Idun          | Ghana               | 22,55 s |
| 8     | Glen Abrahams       | Costa Rica          | 22,75 s |

### Vorlauf 3

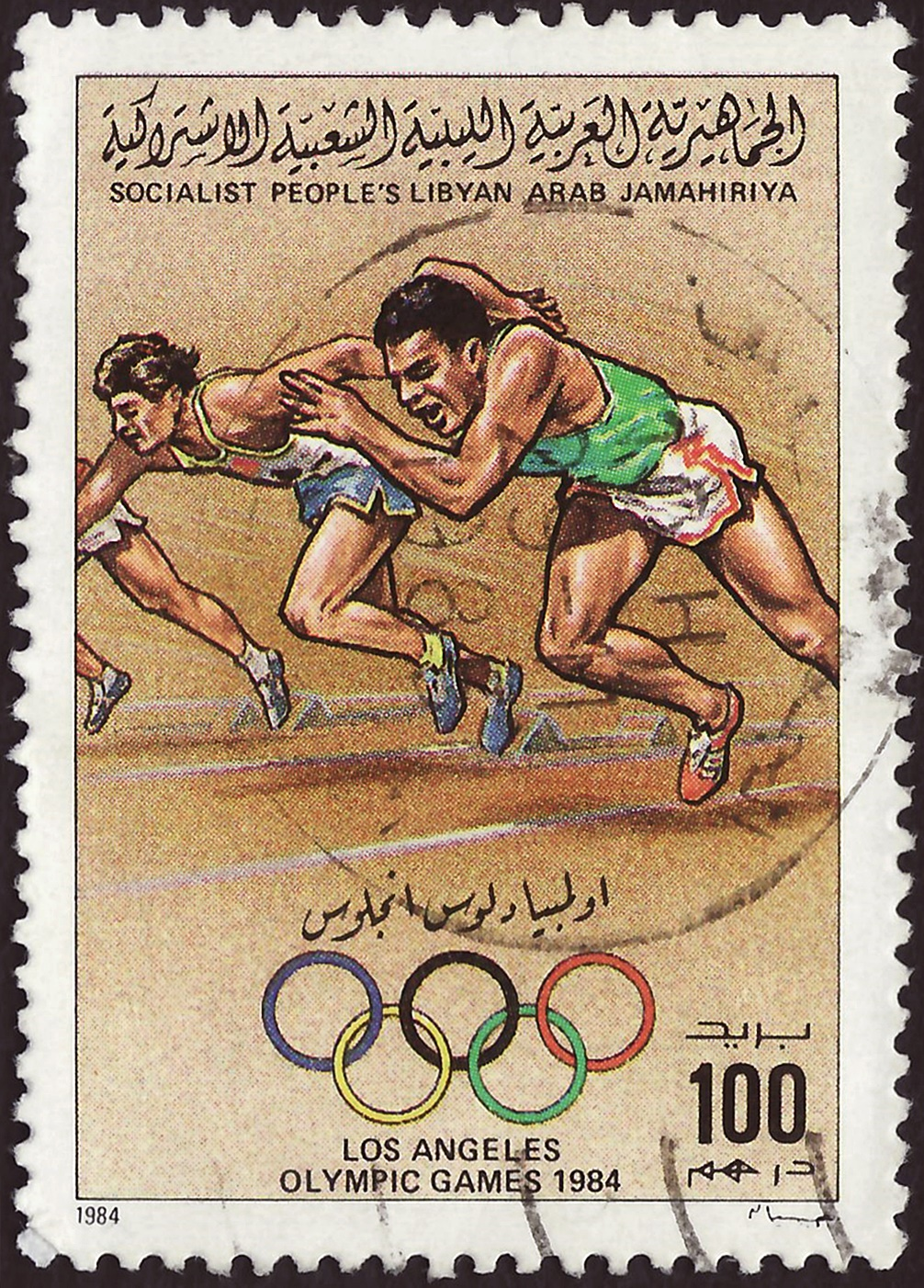
Sprint der Männer, dargestellt auf einer Briefmarke

Wind: −0,2 m/s, Temperatur: 27 °C
| Platz | Name                    | Nation         | Zeit    |
| ----- | ----------------------- | -------------- | ------- |
| 1     | Carlo Simionato         | Italien        | 21,06 s |
| 2     | Dudley Parker           | Bahamas        | 21,12 s |
| 3     | Jürgen Evers            | BR Deutschland | 21,12 s |
| 4     | Florencio Aguilar       | Panama         | 21,50 s |
| 5     | Omar Fye                | Gambia         | 21,56 s |
| 6     | Mohammad Mansha         | Pakistan       | 22,04 s |
| 7     | Christian Nenepath      | Indonesien     | 22,20 s |
| 8     | Clifford Sibusiso Mamba | Swasiland      | 22,76 s |

### Vorlauf 4
Wind: +1,4 m/s, Temperatur: 25 °C
| Platz | Name                  | Nation              | Zeit    |
| ----- | --------------------- | ------------------- | ------- |
| 1     | Thomas Jefferson      | USA                 | 20,63 s |
| 2     | Desai Williams        | Kanada              | 20,70 s |
| 2     | João Batista da Silva | Brasilien           | 20,70 s |
| 4     | Jamal al-Abdullah     | Katar               | 21,10 s |
| 5     | Paul Narracott        | Australien          | 21,20 s |
| 6     | Larry Miller          | Antigua und Barbuda | 21,93 s |
| 7     | Markus Büchel         | Liechtenstein       | 22,14 s |
| 8     | Augustus Moulton      | Liberia             | 22,94 s |

### Vorlauf 5
Wind: +0,9 m/s, Temperatur: 27 °C
| Platz | Name              | Nation              | Zeit    |
| ----- | ----------------- | ------------------- | ------- |
| 1     | Patrick Barré     | Frankreich          | 20,88 s |
| 2     | Fred Martin       | Australien          | 20,98 s |
| 3     | Gus Young         | Jamaika             | 21,14 s |
| 4     | Alfred Nyambane   | Kenia               | 21,35 s |
| 5     | Hiroki Fuwa       | Japan               | 21,37 s |
| 6     | Henry Ngolwe      | Sambia              | 10,83 s |
| 7     | Antoine Kiakouama | Volksrepublik Kongo | 21,64 s |
| 8     | Odiya Silweya     | Malawi              | 22,46 s |

### Vorlauf 6
Wind: +0,8 m/s, Temperatur: 27 °C
| Platz | Name               | Nation                   | Zeit    |
| ----- | ------------------ | ------------------------ | ------- |
| 1     | Donald Quarrie     | Jamaika                  | 20,84 s |
| 2     | Ade Mafe           | Großbritannien           | 21,24 s |
| 3     | Tony Sharpe        | Kanada                   | 21,31 s |
| 4     | Sumet Promna       | Thailand                 | 21,53 s |
| 5     | Lindel Hodge       | Britische Jungferninseln | 22,28 s |
| 6     | Mohamed al-Hashimi | Oman                     | 22,83 s |
| 7     | Aldo Salandra      | El Salvador              | 22,90 s |
| 8     | Jean-Yves Mallat   | Libanon                  | 22,91 s |

### Vorlauf 7
Wind: +0,6 m/s, Temperatur: 27 °C
| Platz | Name                  | Nation                   | Zeit    |
| ----- | --------------------- | ------------------------ | ------- |
| 1     | Carl Lewis            | USA                      | 21,02 s |
| 2     | Atlee Mahorn          | Kanada                   | 21,42 s |
| 3     | Julien Thode          | Niederländische Antillen | 21,62 s |
| 4     | Manuel Ramírez        | Kolumbien                | 21,71 s |
| 5     | Henrique Ferreira     | Mosambik                 | 21,87 s |
| 6     | Luís Barroso          | Portugal                 | 22,03 s |
| 7     | Christopher Madzokere | Simbabwe                 | 22,75 s |

### Vorlauf 8
Wind: +0,4 m/s, Temperatur: 27 °C
| Platz | Name             | Nation                       | Zeit    |
| ----- | ---------------- | ---------------------------- | ------- |
| 1     | Kirk Baptiste    | USA                          | 20,63 s |
| 2     | Luis Morales     | Puerto Rico                  | 21,05 s |
| 3     | Neville Hodge    | Amerikanische Jungferninseln | 21,12 s |
| 4     | Ali Bakhta       | Algerien                     | 21,15 s |
| 5     | Arnaldo da Silva | Brasilien                    | 21,24 s |
| 6     | Lapule Tamean    | Papua-Neuguinea              | 21,97 s |
| 7     | Gustavo Envela   | Äquatorialguinea             | 22,14 s |
| 8     | Emilio Samayoa   | Guatemala                    | 22,19 s |

### Vorlauf 9
Wind: +1,5 m/s, Temperatur: 27 °C
| Platz | Name                    | Nation              | Zeit    |
| ----- | ----------------------- | ------------------- | ------- |
| 1     | Stefano Tilli           | Italien             | 20,72 s |
| 2     | Jean-Jacques Boussemart | Frankreich          | 20,82 s |
| 3     | Mohamed Purnomo         | Indonesien          | 21,01 s |
| 4     | David Sawyerr           | Sierra Leone        | 21,29 s |
| 5     | Ivan Benjamin           | Sierra Leone        | 21,54 s |
| 6     | Moussa Savadogo         | Mali                | 21,72 s |
| 7     | Denis Rose              | Seychellen          | 21,87 s |
| DNS   | Hasely Crawford         | Trinidad und Tobago |         |

### Vorlauf 10
Wind: +0,4 m/s, Temperatur: 27 °C
| Platz | Name           | Nation         | Zeit    |
| ----- | -------------- | -------------- | ------- |
| 1     | Jang Jae-keun  | Südkorea       | 21,32 s |
| 2     | John Goville   | Uganda         | 21,59 s |
| 3     | John Mayers    | Barbados       | 21,70 s |
| 4     | Nelson Erazo   | Puerto Rico    | 21,72 s |
| 5     | Damel Flowers  | Belize         | 21,72 s |
| 6     | Daniel André   | Mauritius      | 22,16 s |
| DNS   | Christian Haas | BR Deutschland |         |
| DNS   | Allan Wells    | Großbritannien |         |

## Viertelfinale
Datum: 6. August 1984
In den vier Läufen qualifizierten sich die jeweils ersten vier Athleten (hellblau unterlegt) für das Halbfinale.
Der Australier Fred Martin, der in Lauf drei gelost wurde und der in Lauf vier geloste Neville Hodge von den Amerikanischen Jungferninseln traten nicht an.
Mit 20,40 s lief der Kanadier Desai Williams in Lauf zwei die schnellste Viertelfinalzeit. Die langsamste Zeit eines Qualifikanten waren die 20,88 s des Brasilianers Robson da Silva in Lauf drei.

### Lauf 1
Wind: −0,5 m/s, Temperatur: 27 °C
| Platz | Name            | Nation      | Zeit    |
| ----- | --------------- | ----------- | ------- |
| 1     | Carl Lewis      | Kanada      | 20,48 s |
| 2     | Stefano Tilli   | Italien     | 20,64 s |
| 3     | Atlee Mahorn    | Kanada      | 20,69 s |
| 4     | Luis Morales    | Puerto Rico | 20,82 s |
| 5     | Mohamed Purnomo | Indonesien  | 20,93 s |
| 6     | Patrick Barré   | Frankreich  | 20,95 s |
| 7     | Dudley Parker   | Bahamas     | 21,10 s |
| 8     | Ali Bakhta      | Algerien    | 21,35 s |

### Lauf 2
Wind: +2,2 m/s, Temperatur: 27 °C
| Platz | Name                  | Nation         | Zeit    |
| ----- | --------------------- | -------------- | ------- |
| 1     | Desai Williams        | Kanada         | 20,40 s |
| 2     | Pietro Mennea         | Italien        | 20,50 s |
| 3     | Ade Mafe              | Großbritannien | 20,55 s |
| 4     | João Batista da Silva | Brasilien      | 20,61 s |
| 5     | Jürgen Evers          | BR Deutschland | 20,95 s |
| 6     | Jang Jae-keun         | Südkorea       | 21,14 s |
| 7     | John Mayers           | Barbados       | 21,46 s |
| DNF   | Leroy Reid            | Jamaika        |         |

### Lauf 3
Wind: −0,7 m/s, Temperatur: 27 °C
| Platz | Name                    | Nation                   | Zeit    |
| ----- | ----------------------- | ------------------------ | ------- |
| 1     | Thomas Jefferson        | USA                      | 20,47 s |
| 2     | Jean-Jacques Boussemart | Frankreich               | 20,54 s |
| 3     | Donald Quarrie          | Jamaika                  | 20,57 s |
| 4     | Robson da Silva         | Brasilien                | 20,88 s |
| 5     | Julien Thode            | Niederländische Antillen | 21,45 s |
| 6     | Tony Sharpe             | Kanada                   | 21,46 s |
| 7     | John Goville            | Uganda                   | 21,55 s |
| DNS   | Fred Martin             | Australien               |         |

### Lauf 4
Wind: −0,3 m/s, Temperatur: 27 °C
| Platz | Name                 | Nation                       | Zeit    |
| ----- | -------------------- | ---------------------------- | ------- |
| 1     | Kirk Baptiste        | USA                          | 20,48 s |
| 2     | Ralf Lübke           | BR Deutschland               | 20,57 s |
| 3     | Gus Young            | Jamaika                      | 20,75 s |
| 4     | Carlo Simionato      | Italien                      | 20,86 s |
| 5     | Peter Van Miltenburg | Australien                   | 21,06 s |
| 6     | Luke Watson          | Großbritannien               | 21,14 s |
| 7     | Jamal al-Abdullah    | Katar                        | 21,44 s |
| DNS   | Neville Hodge        | Amerikanische Jungferninseln |         |

## Halbfinale
Datum: 8. August 1984
In den beiden Halbfinalläufen qualifizierten sich jeweils die ersten Vier (hellblau unterlegt) für das Finale.
Die Bestzeit des Halbfinales erzielte Kirk Baptiste mit 20,26 s im Lauf eins.

### Lauf 1

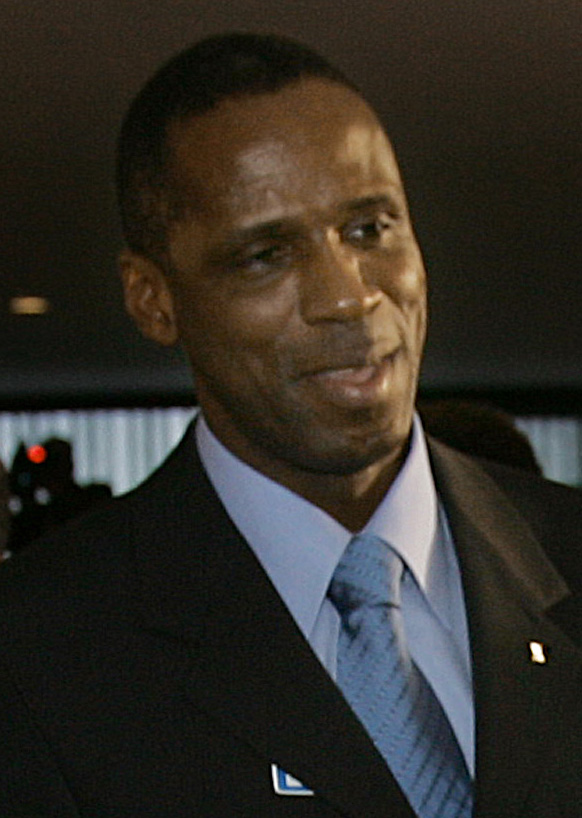
Robson da Silva (Foto: 2011) – ausgeschieden als Sechster des ersten Halbfinals
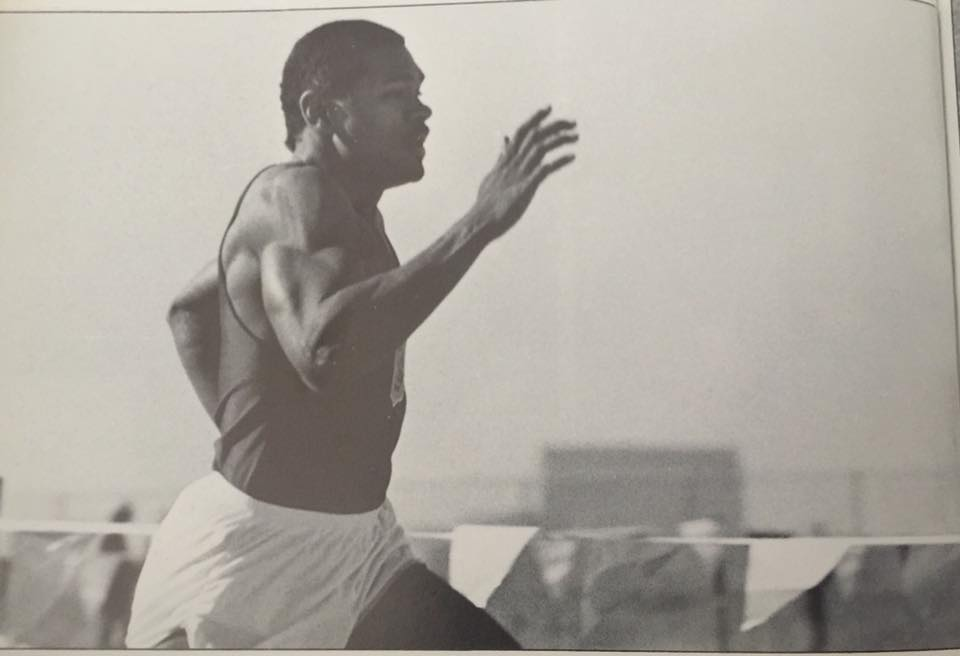
Luis Morales – ausgeschieden als Achter des ersten Halbfinals

Wind: −2,2 m/s, Temperatur: 28 °C
| Platz | Name                    | Nation      | Zeit    |
| ----- | ----------------------- | ----------- | ------- |
| 1     | Kirk Baptiste           | USA         | 20,26 s |
| 2     | Thomas Jefferson        | USA         | 20,40 s |
| 3     | Pietro Mennea           | Italien     | 20,47 s |
| 4     | Jean-Jacques Boussemart | Frankreich  | 20,55 s |
| 5     | Atlee Mahorn            | Kanada      | 20,77 s |
| 6     | Robson da Silva         | Brasilien   | 20,80 s |
| 7     | Gus Young               | Jamaika     | 21,17 s |
| 8     | Luis Morales            | Puerto Rico | 21,22 s |

### Lauf 2
Wind: +0,7 m/s, Temperatur: 28 °C
| Platz | Name                  | Nation         | Zeit    |
| ----- | --------------------- | -------------- | ------- |
| 1     | Carl Lewis            | USA            | 20,27 s |
| 2     | João Batista da Silva | Brasilien      | 20,61 s |
| 3     | Ade Mafe              | Großbritannien | 20,63 s |
| 4     | Ralf Lübke            | BR Deutschland | 20,67 s |
| 5     | Desai Williams        | Kanada         | 20,70 s |
| 6     | Stefano Tilli         | Italien        | 20,72 s |
| 7     | Donald Quarrie        | Jamaika        | 20,77 s |
| 8     | Carlo Simionato       | Italien        | 20,62 s |

## Finale
Datum: 8. August 1984

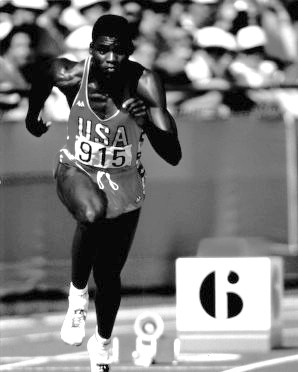
Olympiasieger Carl Lewis auf einem Foto aus dem Halbfinale

Wind: −0,9 m/s, Temperatur: 28 °C
| Platz | Name                    | Nation         | Zeit    | Anmerkung |
| ----- | ----------------------- | -------------- | ------- | --------- |
| 1     | Carl Lewis              | USA            | 19,80 s | OR        |
| 2     | Kirk Baptiste           | USA            | 19,86 s |           |
| 3     | Thomas Jefferson        | USA            | 20,26 s |           |
| 4     | João Batista da Silva   | Brasilien      | 20,30 s |           |
| 5     | Ralf Lübke              | BR Deutschland | 20,51 s |           |
| 6     | Jean-Jacques Boussemart | Frankreich     | 20,55 s |           |
| 7     | Pietro Mennea           | Italien        | 20,55 s |           |
| 8     | Ade Mafe                | Großbritannien | 20,85 s |           |

Das Fehlen der Sportler aus den Boykottstaaten machte sich in dieser Disziplin wenig bemerkbar. Alle Topathleten standen am Start und die Resultate lagen auf einem ausgesprochen hohen Niveau.
Für das Finale hatten sich alle drei US-Amerikaner qualifiziert. Mit Carl Lewis stellten die USA den Favoriten. Lewis hatte sich vorgenommen, in Los Angeles vier Goldmedaillen – 100 m, 200 m, Weitsprung und 4 × 100 m Staffel – zu gewinnen und es damit seinem Vorbild Jesse Owens nachzutun, der dies bei den Olympischen Spielen 1936 in Berlin geschafft hatte. Als Olympiasieger über 100 Meter und im Weitsprung ging es für Lewis nun um die dritte Goldmedaille. Zu seinen größten Konkurrenten zählten seine beiden Teamkameraden Kirk Baptiste und Thomas Jefferson. Zum Finalfeld gehörte neben dem bundesdeutschen Läufer Ralf Lübke auch der Italiener Pietro Mennea, Weltrekordler, und Olympiasieger von 1980, der in seinem vierten olympischen Finale in Folge stand.
Jefferson und Lewis waren die schnellsten Starter. Doch schon nach 100 Metern hatte Lewis einen komfortablen Vorsprung herausgelaufen, den er bis ins Ziel brachte. Hinter ihm hatten eingangs der Zielgeraden Baptiste und der Brasilianer João Batista da Silva zu Jefferson aufgeschlossen. Baptiste zog vorbei und kam Lewis immer näher, doch es reichte nicht für ihn. Lewis erzielte 19,80 s und verbesserte damit die sechzehn Jahre alte olympische Bestleistung von Tommie Smith. Baptiste erreichte das Ziel mit sechs Hundertstelsekunden Rückstand auf Lewis. Jefferson konnte da Silva in Schach halten und den totalen Erfolg der US-Mannschaft sicherstellen. Lübke, nach 100 Metern Letzter, konnte sich bis auf Platz fünf vor dem Franzosen Jean-Jacques Boussemart vorarbeiten. Mennea kam als Siebter ins Ziel vor dem Briten Ade Mafe.
Carl Lewis lief zum dreizehnten Olympiasieg der USA in dieser Disziplin. Gleichzeitig war es der dritte Dreifacherfolg von US-Athleten in dieser Disziplin.

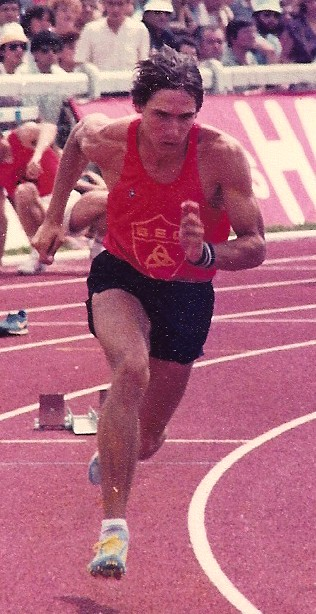
Jean-Jacques Boussemart erreichte Platz sechs
Rang sieben für den Olympiasieger von 1980 Pietro Mennea

## Videolinks
- 1984 Olympic Games - Men's 200 Meters, youtube.com, abgerufen am 7. November 2021
- Men's 200m Final at LA Olympics in 1984, youtube.com, abgerufen am 6. Januar 2018